# Мангушев, Камиль Ибрагимович
Ками́ль Ибраги́мович Ма́нгушев (22 марта 1931, Старотимошкино — 19 апреля 1993, Москва) — сотрудник нефтегазовой отрасли, ведущий специалист управления «Ишимбайнефть». За тушение факела на месторождении Урта-Булак (1966) удостоен звания лауреата государственной премии СССР. Кроме этого, Мангушев являлся первооткрывателем ряда ишимбайских нефтяных месторождений в Башкирии, публицист и мемуарист.

## Биография
С начала 1960-х годов Мангушев занимался вопросами использования ядерных зарядов для нужд нефтедобывающей отрасли, в первую очередь вопросом создания герметичных пустот для закачки нефтяных запасов.
Камиль Мангушев активно проявил себя при создании ЦНИОПР «Ишимбайнефть».
Он работал вместе с такими учёными, как Я. А. Мустаев; Г. X. Габбасов, Р. Г. Гольцман, Б. П. Горбиков, В. А. Илюков, Ф. А. Сайфиев, X. Ш. Сабиров, И. В. Пастухов, И. М. Бикбаев, Р. Р. Гумеров.
Он перешёл на эту должность с поста зав. ЦНИЛа НГДУ «Ишимбайнефть» в начале 1960-х годов.
Практической работой в этом направлении он позже занимался, руководя НИС в рамках правительственной программы.
Его руководителем на испытаниях был И. Курчатов, задача заключалась в подрыве подземного ядерного заряда в районе нефтяного месторождения. Это должно было привести к резкому росту трещиноватости пород и объединению объёмов нескольких нефтесодержащих линз. Результат эксперимента совпал с расчётами и два месторождения на разной глубине соединились в одно.
В 1966 году он был вызван в ЦК КПСС как кандидат на должность руководителя тушения факела на месторождении Урта-Булак.
Камиль Ибрагимович стал главным конструктором проекта тушения факела.
Он организовал совместную работу нескольких научно-исследовательских и производственных организаций, самостоятельно координировал деятельность специалистов различных ведомств.
Для осуществления работ часто бывал на площадке.
В 1980-х годах Камиль Ибрагимович ракрылся как публицист и историк, выпустив в соавторстве с председателями исполкома Ишимбайского городского Совета В. Н. Поляковым и Ю. В. Уткиным книгу «Чудесный клад» с подзаголовком О людях, добывающих нефть.
В этой книге была раскрыта история Ишимбая.
Он работал в отрасли вплоть до 1990-х годов, когда в связи с распадом СССР произошло сокращение нефтегазовой отрасли. К. И. Мангушев открыл собственное предприятие «Экология нефти», которое специализировалось на решениях по очистке территорий, загрязненных продуктами нефтедобычи и нефтепереработки. В рамках этой работы 30 декабря 1992 года был получен патент под названием «Способ сбора и транспорта продукции нефтяных скважин». В качестве авторов зарегистрированы В. П, Метельков, В. П, Тронов, Ф. Г. Гайнуллин, К. И. Мангушев, И. Н. Чернышов; № документа 01785568.